# Алфа моноцеротиди
Алфа моноцеротиди (α-Моноцеротиди) су метеорски рој који се може посматрати са практично свих географских ширина. Некада се називају и „новембарски Моноцеротиди“ да би се разликовали од познатијих Моноцеротида који имају максимум у децембру. ЗХР α-Моноцеротида је и у максимуму на граници детекције, али су се јављали и повремени пљускови: 1925. године (када су и откривени), 1935, 1985. и 1995. године. Појачана активност 1995. године је била унапред предвиђена, а ЗХР је у максимуму достигао чак 450. Појачана активност је трајала око 40 минута. Наредни пљускови се очекују 22. новембра 2019. године у 4 часа и 52 минута по универзалном времену (али са малом вероватноћом, јер ће минимална удаљеност до средине потока метеороида бити 0,00036 АЈ) и 22. новембра 2043. године у 10.58 по универзалном времену (минимална удаљеност - 0,00008 АЈ, око 12.000 километара).